# Dante Lerda
Dante Lerda (Caraglio, 29 maggio 1921 – Le Cannet, 19 ottobre 1996) è stato un allenatore di calcio e calciatore italiano, di ruolo difensore.

## Carriera

### Giocatore
Nella stagione 1938-1939 gioca 2 partite con il Cannes; in seguito, durante la Seconda guerra mondiale, trascorre gli anni dal 1943 al 1944 come tesserato del Nizza, con cui comunque vista la sospensione dei campionati per motivi bellici non disputa incontri ufficiali. Terminata la guerra fa ritorno al Cannes, con cui dal 1945 al 1947 è in prima divisione, senza però mai venire impiegato in partite di campionato; successivamente, nella stagione 1947-1948 gioca 3 partite, mentre nel campionato 1948-1949, chiuso dai biancorossi all'ultimo posto in classifica (e, quindi, con la retrocessione in seconda divisione) gioca regolarmente da titolare, collezionando 28 incontri in prima divisione; rimane nel club per ulteriori due stagioni, la 1949-1950 e la 1950-1951, nelle quali gioca rispettivamente 23 e 24 partite in seconda divisione, per poi trasferirsi al Fréjus, dove gioca nella stagione 1951-1952. Nella stagione 1959-1960, nella quale allenava il Cannes, è tornato anche brevemente in campo, giocando altre 3 partite nella seconda divisione francese.

### Allenatore
Nella stagione 1959-1960 diventa allenatore del Cannes, nella seconda divisione francese; rimane alla guida del club, sempre in seconda divisione, anche per le stagioni 1960-1961 e 1961-1962, oltre che per una partita nella stagione 1962-1963. In seguito, torna ad allenare il Cannes, sempre in seconda divisione, nella stagione 1968-1969; rimane alla guida del club per ulteriori sette stagioni, fino al termine della stagione 1975-1976, per un totale di 415 partite allenate (375 in campionato e 40 in Coppa di Francia) nell'arco dei complessivi dieci anni trascorsi sulla panchina dei biancorossi.